# Petite rivière Belley
Petite rivière Belley är ett vattendrag i Kanada.   Det ligger i provinsen Québec, i den östra delen av landet, 500 km nordost om huvudstaden Ottawa.
I omgivningarna runt Petite rivière Belley växer i huvudsak blandskog. Runt Petite rivière Belley är det glesbefolkat, med 13 invånare per kvadratkilometer.